# Муніципальний стадіон (Петанж)
Муніципальний стадіон — футбольний стадіон у місті Петанжі, на південному заході Люксембургу. Домашня арена команди «Юніон Тітус Петанж».
Стадіон має місткість 2400 осіб. Стадіон має два поля, одне з яких має криту трибуну.